# الوردة والتاج (مسرحية)
الوردة والتاج (باللغة الإنجليزية : The Rose and Crown) هي مسرحية تلفزيونية إنجليزية كتبها جيه.بي بريستلي لتلفزيون البي بي سي وتم عرضها في 27 أغسطس 1946.

## القصة
كانت الحياة في بريطانيا بعد الحرب العالمية الثانية يائسة وقاتمة ومؤلمة، في إحدى ليالي حانة لندنية مسماة باسم الوردة والتاج، كان زبائنها -وهم سباك كهل و زوجين شابين و امرأة عجوز و مغنية متقاعدة في الخمسينات من عمرها وشاب مرح ومبتهج- يطلبون مشروباتهم ويبدؤون بالحديث والتذمر من واقعهم وحياتهم التي لا تطاق، مع رشق اتهامات لبعضهم البعض. ينضم إليهم بعد ذلك رجل غريب يتبين لهم بعد ذلك أنه أحد وكلاء ملك الموت وقد جاء طالبا من أحدهم أن يموت خاصة بعد أن سمعهم يتمنون الموت من فرط تذمرهم وأنهم يرحبون به في أي وقت، فيبدأ كل منهم في محاولة صرف الوكيل عن قبض روحه ساردا له أسبابا وحججا تدعوه للتمسك بالحياة مهما كان بؤسها والهرب من الموت. 

## شخصيات المسرحية
- مستر ستون: السباك الجلف.
- مسز ريد: المغنية المتقاعدة.
- السيدة ما: العجوز.
- مستر بيرسي ومسز بيرسي: الزوجان الشابان.
- هاري: الشاب المرح.
- الرجل الغريب.
- فريد: صاحب الحانة.